# Stazione di London Bridge
La stazione di London Bridge (in inglese London Bridge station) è una stazione sita a Londra, nel Regno Unito, nel borgo londinese di Southwark. Si trova immediatamente a sud-est del London Bridge ed a 2,6 km ad est di Charing Cross. È una delle più vecchie stazioni del mondo e la quarta, per traffico passeggeri, di Londra.
La stazione sulle linee principali, è una delle stazioni britanniche gestite direttamente dal Network Rail ed il capolinea e stazione d'interscambio della central London. Essa ha avuto un traffico di 47 874 000 passeggeri nel 2017. Si trova nella Travelcard Zone 1 ed è uno dei due capolinea ferroviari di Londra ubicato a sud del Tamigi assieme alla stazione di Waterloo.

## Storia
London Bridge, assieme alla stazione di Deptford, è la più vecchia stazione attualmente presente nell'area della Greater London e venne aperta nel 1836. Essa è costituita da due stazioni separate collegate da un edificio comune che accoglie tutti i servizi della stazione.

### Cronologia
- Aperta a Tooley Street dalla London and Greenwich Railway il 14 dicembre 1836.
- Il 5 giugno 1839 entrò in servizio una linea gestita dalla London and Croydon Railway.
- La stazion venne poi demolita nel 1850.
- Il Terminus hotel aperto nel 1861, venne trasformato in uffici nel 1892 e distrutto dai bombardamenti nel 1941 nel corso della seconda guerra mondiale.
- La stazione venne unificata dalla Southern Railway nel 1925.
- Dopo una lunga ristrutturazione, la stazione venne riaperta il 15 settembre 1978.

### Progetti
La stazione di London Bridge avrà un notevole aumento del traffico in seguito all'entrata in funzione del servizio Thameslink, con l'incremento di tre nuove piattaforme. Per creare lo spazio necessario sono state studiate diverse soluzioni compresa una stazione su due livelli. Il numero delle piattaforme di testa verrà ridotto da nove a sei ed i lavori dovrebbero aver termine in futuro. La maggior parte dei lavori verrà concentrata infatti in futuro.

## Movimento

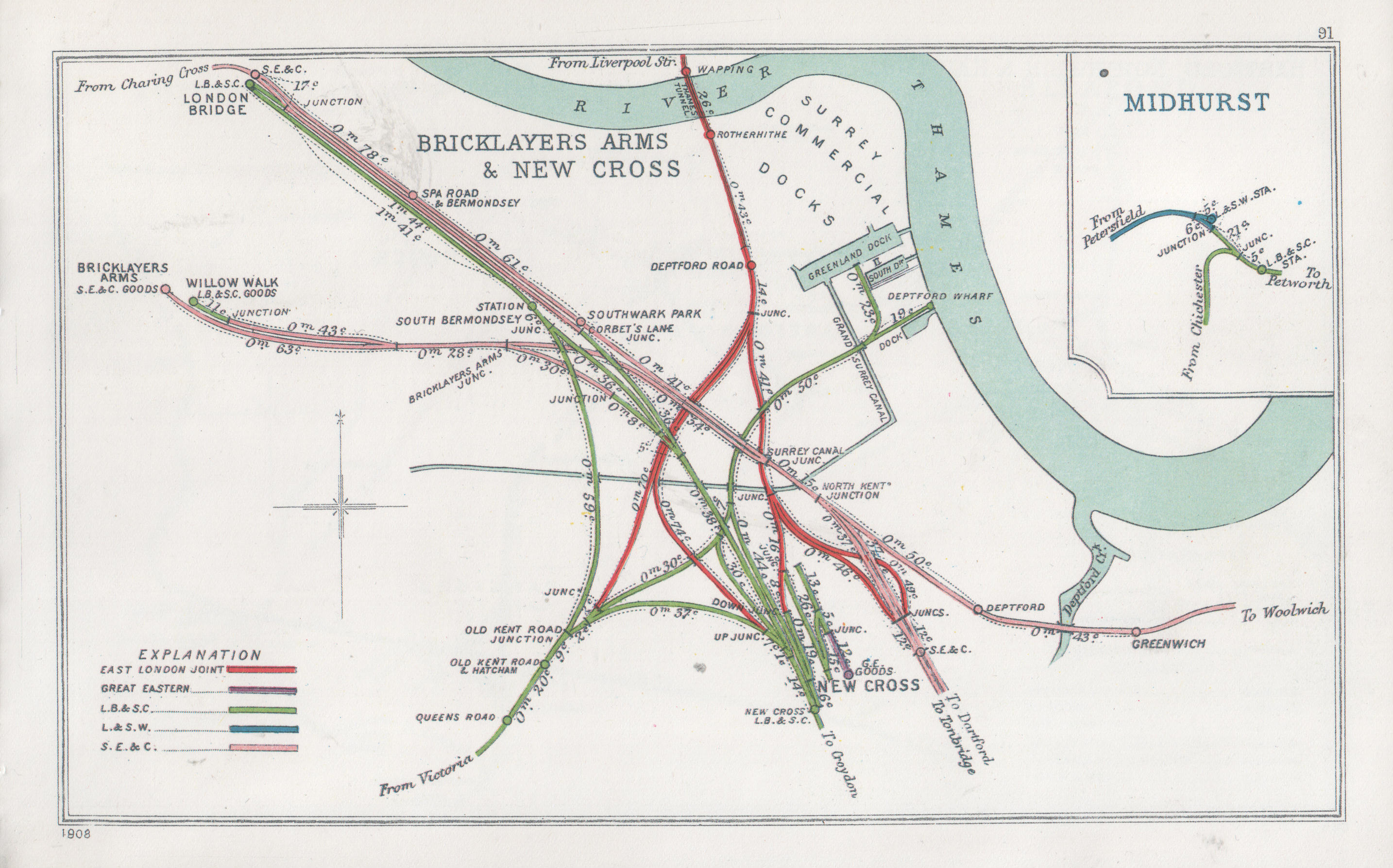
Una mappa del 1914 delle linee attorno alla zona di London Bridge.

Le piattaforme passanti da 1 a 6 sono ubicate nel lato nord della stazione. Le piattaforme da 1 a 3 servono i treni che hanno capolinea alla stazione di Cannon Street mentre i treni da e per Charing Cross usano le piattaforme da 4 a 6. Le piattaforme 5 e 6 servono anche i servizi della First Capital Connect (Thameslink) da Bedford a Brighton via Luton, St Albans, St Pancras International, Farringdon, City Thameslink, Blackfriars e Gatwick Airport. La piattaforma 6 è la più trafficata d'Europa in quanto vi transitano tutti i treni che fanno capolinea a Charing Cross e Blackfriars.
Le piattaforme dalla 8 alla 16 si trovano nel lato sud della stazione e sono generalmente utilizzati dalle Compagnie che collegano il sud dell'Inghilterra.
Le piattaforme dalla 10 alla 12 hanno diversi servizi per Tunbridge Wells via Redhill.

## Interscambi
La stazione costituisce un importante interscambio con le linee Jubilee e Northern della metropolitana di Londra.
Nelle vicinanze della stazione effettuano fermata numerose linee urbane di superficie, gestite da London Buses.
Infine, poco a nord della stazione è presente il molo di London Bridge City sul fiume Tamigi; il molo è gestito dalla Thames Clipper ed è utilizzato dalla linea che collega con Canary Wharf, Greenwich e l'the O2 ad est, e con Embankment ad ovest.
- (London Bridge - linee Jubilee e Northern)
- Fermata autobus
- Molo fluviale (London Bridge City Pier)